# فرودگاه الدقم

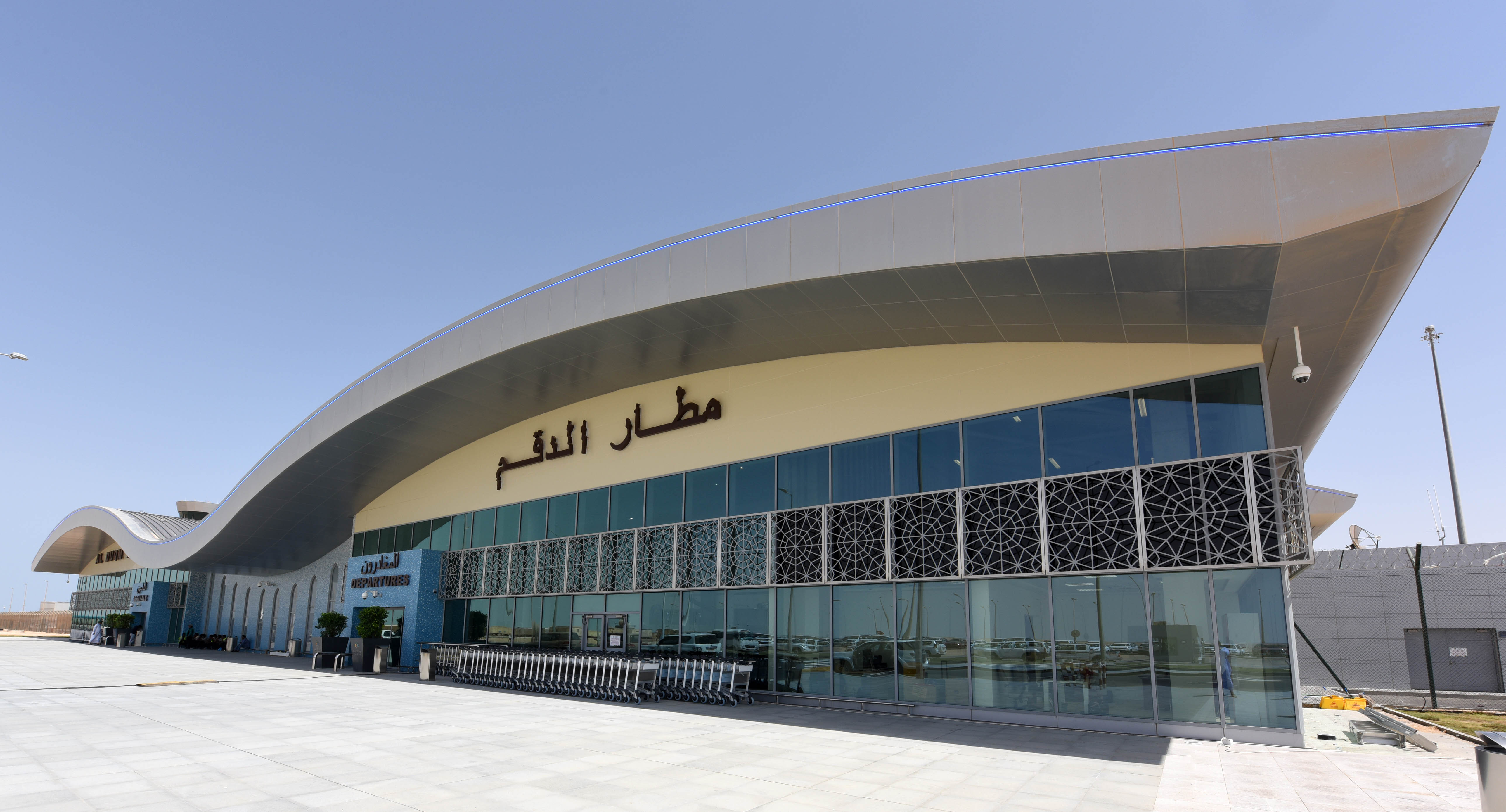
فرودگاه الدقم (سال ۲۰۱۸)

فرودگاه الدقم (به انگلیسی: Al Duqm Airport) یک فرودگاه است که در کشور عمان قرار گرفته است.